# George Mills (Leichtathlet)
George Mills (* 12. Mai 1999 in Harrogate) ist ein britischer Leichtathlet, der sich auf den Mittelstreckenlauf spezialisiert hat. Sein Vater Danny Mills sowie sein jüngerer Bruder Stanley Mills sind Fußballspieler.

## Sportliche Laufbahn
Erste Erfahrungen bei internationalen Meisterschaften sammelte George Mills im Jahr 2015, als er bei den Commonwealth Youth Games in Apia in 1:50,89 min den fünften Platz im 800-Meter-Lauf belegte. Im Jahr darauf siegte er bei den erstmals ausgetragenen Jugendeuropameisterschaften in Tiflis in 1:48,82 min. In den folgenden Jahren fokussiert er sich vermehrt auf die 1500-Meter-Distanz und belegte 2021 bei den U23-Europameisterschaften in Tallinn in 3:40,91 min den fünften Platz. Im Jahr darauf startete er bei den Hallenweltmeisterschaften in Belgrad und verpasste dort mit 3:47,41 min den Finaleinzug. 2023 wurde er bei der 1. Liga der Team-Europameisterschaft im Rahmen der Europaspiele in Chorzów in 3:38,17 min Fünfter über 1500 Meter und gelangte zuvor bei den Halleneuropameisterschaften in Istanbul mit 3:51,28 min auf Rang elf. Im Jahr darauf wurde er beim Meeting International Mohammed VI d’Athlétisme de Marrakesch in 3:33,47 min Zweiter über 1500 Meter und anschließend gewann er bei den Europameisterschaften in Rom in 13:21,38 min die Silbermedaille im 5000-Meter-Lauf hinter dem Norweger Jakob Ingebrigtsen. Im August gelangte er bei den Olympischen Sommerspielen in Paris mit 13:32,32 min im Finale auf den 21. Platz über 5000 Meter und über 1500 Meter schied er mit 3:37,12 min im Halbfinale aus.
2025 verbesserte er den britischen Hallenrekord über 3000 Meter in Val-de-Reuil auf 7:27,92 min und löste damit Josh Kerr als Rekordhalter ab. Anschließend gewann er bei den Halleneuropameisterschaften in Apeldoorn in 7:49,41 min die Silbermedaille hinter dem Norweger Jakob Ingebrigtsen.
2020 wurde Mills britischer Meister im 1500-Meter-Lauf im Freien sowie auch in der Halle. Zudem wurde er 2025 Hallenmeister über 3000 Meter.

## Persönliche Bestzeiten
- 800 Meter: 1:46,11 min, 22. Juni 2024 in Wien
  - 800 Meter (Halle): 1:47,30 min, 3. Februar 2023 in Erfurt
- 1500 Meter: 3:28,36 min, 20. Juni 2025 in Paris
  - 1500 Meter (Halle): 3:33,86 min, 11. Februar 2024 in New York City
- Meile: 3:47,65 min, 16. September 2023 in Eugene
  - Meile (Halle): 3:48,93 min, 11. Februar 2024 in New York (Europarekord)
  - 3000 Meter (Halle): 7:27,92 min, 2. Februar 2025 in Val-de-Reuil (britischer Rekord)
- 5000 Meter: 12:46,59 min, 12. Juni 2025 in Boston (Britischer Rekord)